# Bataille de Bassignana (1745)
Pour les articles homonymes, voir Bataille de Bassignana.
Guerre de Succession d'Autriche
Batailles
- Mollwitz (04-1741)
- Chotusitz (05-1742)
- Sahay (05-1742)
- Prague (06/12-1742)
- Dettingen (06-1743)
- Cap Sicié (02-1744)
- 19 mai 1744
- Menin (05/06-1744)
- Ypres (06-1744)
- Furnes (07-1744)
- Fribourg (11-1744)
- Tournai (04/06-1745)
- Pfaffenhofen (04-1745)
- Fontenoy (05-1745)
- Hohenfriedberg (06-1745)
- Melle (07-1745)
- Gand (07-1745)
- Bruges (07-1745)
- Audenarde (07-1745)
- Termonde (08-1745)
- Ostende (08-1745)
- Nieuport (08/09-1745)
- Ath (09/10-1745)
- Soor (09-1745)
- Hennersdorf (11-1745)
- Kesselsdorf (12-1745)
- Culloden (04-1746)
- Mons (06/07-1746)
- Bruxelles (01/02-1746)
- Namur (09-1746)
- Charleroi (07/08-1746)
- Lorient (09/10-1746)
- Rocourt (10-1746)
- Cap Finisterre (1er) (05-1747)
- Lauffeld (07-1747)
- Bergen-op-Zoom (07/09-1747)
- Cap Finisterre (2e) (10-1747)
- Saint-Louis-du-Sud (03-1748)
- 18 mars 1748
- Maastricht (04/05-1748)

Campagnes italiennes
- Combat de Saint-Tropez (06-1742)
- Camposanto (02-1743)
- Villafranca (04-1744)
- Casteldelfino (07-1744)
- Velletri (08-1744)
- Madonne de l'Olmo (09-1744)
- Bassignana (09-1745)
- Josseau (10-1745)
- Plaisance (06-1746)
- Tidone (08-1746)
- Rottofreddo (08-1746)
- Gênes (1er) (12-1746)
- Gênes (2e) (07-1747)
- Assietta (07-1747)

La bataille de Bassignana a eu lieu le 27 septembre 1745, le long du Tanaro, près de Bassignana, pendant la guerre de Succession d'Autriche. Elle s'achève par une défaite des armées sardes en présence d'un ennemi supérieur en nombre.

## Circonstances
En 1745, le camp franco-espagnol se renforce : la France adhère à la ligue de Francfort, le 22 mai 1745, qui rassemble la Prusse, la Suède, l'Électeur palatin, le Landgrave de Hesse-Philippsthal, à laquelle adhérait aussi Charles VII, (refusant de reconnaître Marie-Thérèse, fille de Charles VI, pour héritière des États d'Autriche auxquels il prétend avoir droit) mort le 20 janvier. Les Français avaient défait les Anglo-Hollandais à la bataille de Fontenoy le 11 mai 1745 ; Frédéric II de Prusse écrase les Autrichiens à la bataille de Hohenfriedberg (4 juin 1745), et les Saxons à la bataille de Kesselsdorf (15 décembre 1745) ce qui contraindra Marie-Thérèse à la paix de Dresde (25 décembre 1745).
De fait, en Italie, au début de 1745, la guerre semble tourner en faveur des armées franco-espagnoles, d'ailleurs en nombre impressionnant. L'armée du nord, sous le commandement de don Philippe de Bourbon et du maréchal de Maillebois est forte de 39 000 fantassins et 6 500 cavaliers ; celle du sud, confiée au duc de Modène assisté de Gages, dispose de 35 000 fantassins et 3 500 cavaliers. Les deux armées doivent commencer la campagne chacune de son côté, puis opérer leur jonction à La Bocchetta pour donner le coup de grâce à la domination autrichienne en Italie.
Face à des forces aussi considérables, auxquelles il faut encore ajouter les 10 000 soldats et 36 canons promis par Gênes, laquelle par le traité d'Aranjuez (es) a adhéré à l'alliance entre France, Espagne et Naples, les ressources de Charles-Emmanuel III de Sardaigne sont fort modestes : un peu plus de 20 000 hommes, y compris des milices vaudoises peu habituées à la bataille rangée ; il compte cependant sur les forces de Lobkowitz, qui sous la pression de l'Espagne et de Naples, a dû abandonner Imola et se retirer à Fossalta, à côté de Modène, sur la rivière Panaro.
Vient de Madrid l'ordre de faire la jonction entre les deux armées dans le pays génois : don Philippe doit passer du comté de Nice en Ligurie ; Gages, avec 20 000 hommes, doit prendre le chemin de Monte Pellegrino (it). De fait, ce dernier arrive à Sarzana le 1er juin 1745, puis se porte à Pontedecimo dans le Val Polcevera. En face, Lobkowitz quitte la région de Reggio et de Parme pour rejoindre Charles-Emmanuel III sur une ligne commune le long du Tanaro, entre Pavone et Bassignana.

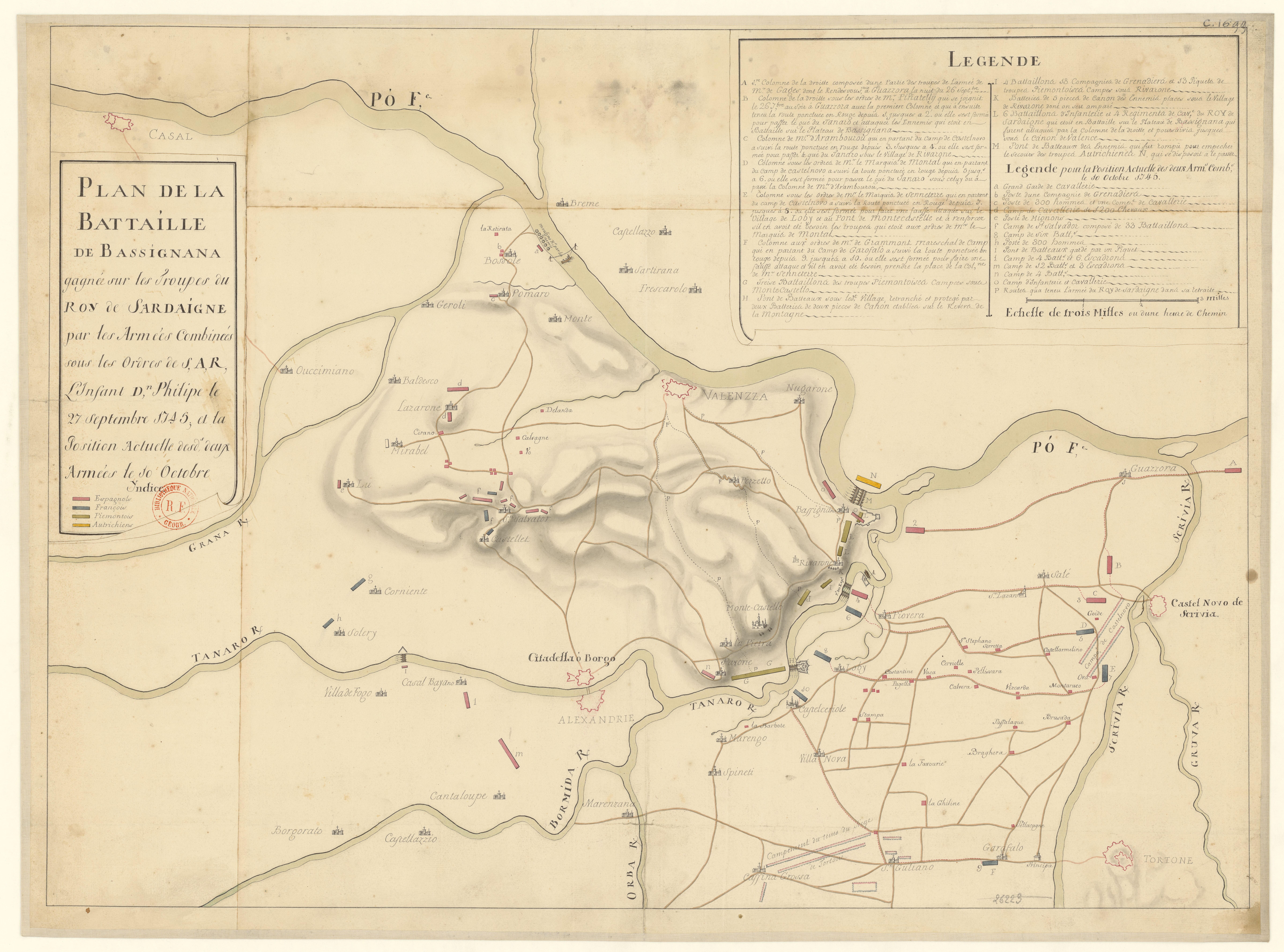
Plan de la bataille de Bassignana gagnée sur les troupes du roi de Sardaigne par les armées combinées sous les ordres S.A. R. l'infant, don Philippe, le 27 septembre 1745, et la position actuelle desdites deux armées le 10 octobre.

## La bataille
Les armées de don Philippe, Maillebois et Gages se rassemblent donc, atteignant le chiffre de 60 000 hommes, et s'approchent de la ligne du Tanaro. Tortona, assiégée par les Français et les espagnols, tombe le 3 septembre 1745 ; envoyant de forts détachements à Pavie et Plaisance, sur le conseil de Maillebois, les alliés franco-hispano-napolitains séparent les Autrichiens de Charles-Emmanuel III, et menacent la Lombardie. Schulenburg (de), remplaçant de Lobkowitz à la tête des troupes autrichiennes, croit que ses ennemis visent l'invasion du Milanais, et abandonne la ligne du Tanaro pour y courir. La disproportion des forces est en défaveur de l'armée sarde, qui ne peut aligner que 20 000 hommes face aux 60 000 de ses ennemis.
Schulenburg parti, les Piémontais sont attaqués à Bassignana le 27 septembre. La bataille est acharnée, mais devant le nombre, les Sardes se retirent à Valenza, puis à Casale.

### Anecdote sur les milices vaudoises
- Lors de cette bataille, se manifeste la nette supériorité des Miquelets espagnols sur la Milice vaudoise : l'infanterie légère espagnole parvient à encercler la brigade Piémont dirigée par Alexandre Guibert de Sayssac, qui n'échappe que de peu à l'anéantissement. Leur équipement partiel en armes à canon rayé, qui rallonge sensiblement les temps de rechargement, est l'un des détails techniques qui s'ajoutent à leur peu d'habitude de la bataille rangée en terrain plat.
- À Bassignana toujours, notamment pendant la phase finale de l'affrontement, un élément d'infanterie légère faillit complètement à sa mission, qui était de couvrir le retrait de l'aile droite sarde, qui subit de ce fait des pertes sévères.

## Conséquences
Au lieu de poursuivre l'armée sarde, les alliés franco-hispano-napolitains mettent le siège en octobre devant Alessandria, défendue par le marquis Isnardi, qui abandonne la cité après une brève résistance, et s'enferme dans la citadelle. Laissant là de quoi les surveiller, les alliés se dirigent sur Valenza, défendue par Balbiano (it), qui, ne pouvant tenir, détruit ses canons et se retire à Casale. Asti et Casale tombèrent à leur tour aux mains des alliés, qui alors se séparent : Maillebois reste au Piémont avec les Français ; Gages passe en Lombardie avec les Espagnols, entrant même dans Milan, mais sans parvenir à prendre la citadelle où s'est réfugiée la garnison.
À l'approche de l'hiver, les opérations de guerre sont suspendues, et Louis XV cherche pendant cette trêve forcée à séparer Charles-Emmanuel de ses alliés autrichiens, lui promettant toute la Lombardie à gauche du Pô et les territoires entre ce fleuve et la Scrivia. Le roi de Sardaigne est sur le point de céder, mais la paix de Dresde, le 25 décembre, permet à l'impératrice, libérée de la pression prussienne, d'expédier en Italie une armée dirigée par le général Browne, devant faire jonction avec Liechtenstein qui succédait à Schulenburg. Fort de cet appui, Charles-Emmanuel III rompit les tractations avec la France et prépara la campagne suivante.